# Charaxes northcotti
Charaxes northcotti är en fjärilsart som beskrevs av Rothschild 1897. Charaxes northcotti ingår i släktet Charaxes och familjen praktfjärilar. Inga underarter finns listade i Catalogue of Life.

## Bildgalleri

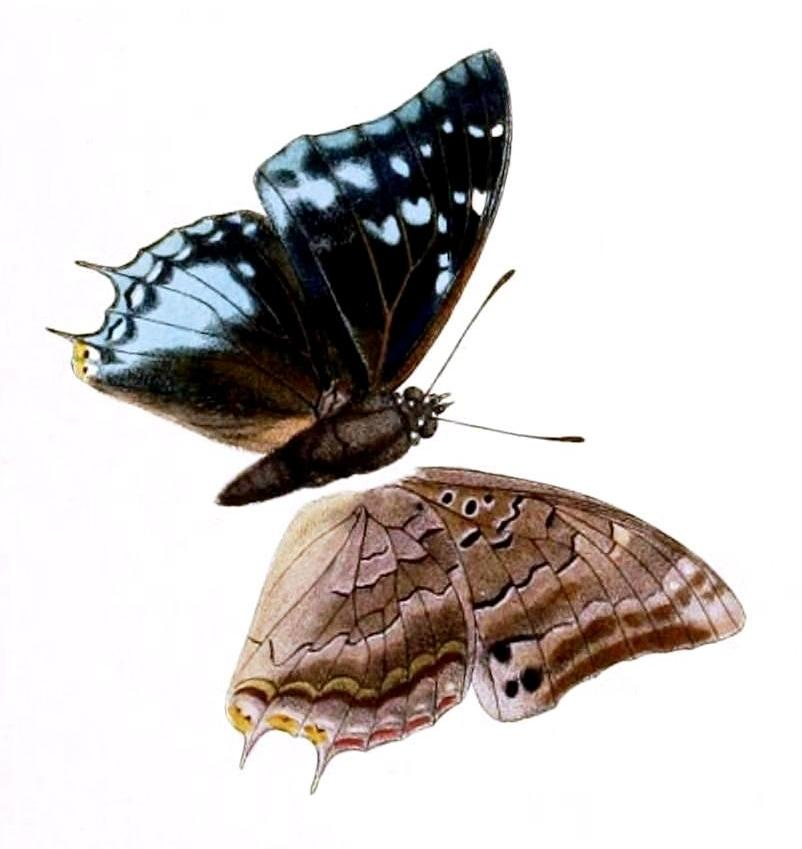